# Geospiza magnirostris
El pinzón de Darwin picogordo, pinzón de Darwin grande, pinzón de tierra grande o pinzón terrestre grande (Geospiza magnirostris) es una especie de ave paseriforme de la familia Thraupidae perteneciente al género Geospiza. Es endémico de las islas Galápagos en Ecuador. Pertenece al grupo denominado pinzones de Darwin. 

## Descripción
Se caracteriza por su robusto pico que le permite alimentarse de semillas grandes y duras. Como otros pinzones de Darwin los machos presentan plumaje negro y las hembras pardo estriado.

## Distribución y hábitat
Es nativo de la mayoría de las islas del archipiélago de Galápagos, salvo la isla Española, pero se ha extinguido en las islas más meridionales y orientales, San Cristóbal y Floreana. Prefiere hábitats de vegetación consistente en  matorrales áridos y bosques tropicales caducifolios por debajo de quinientos metros de altitud.

## Sistemática

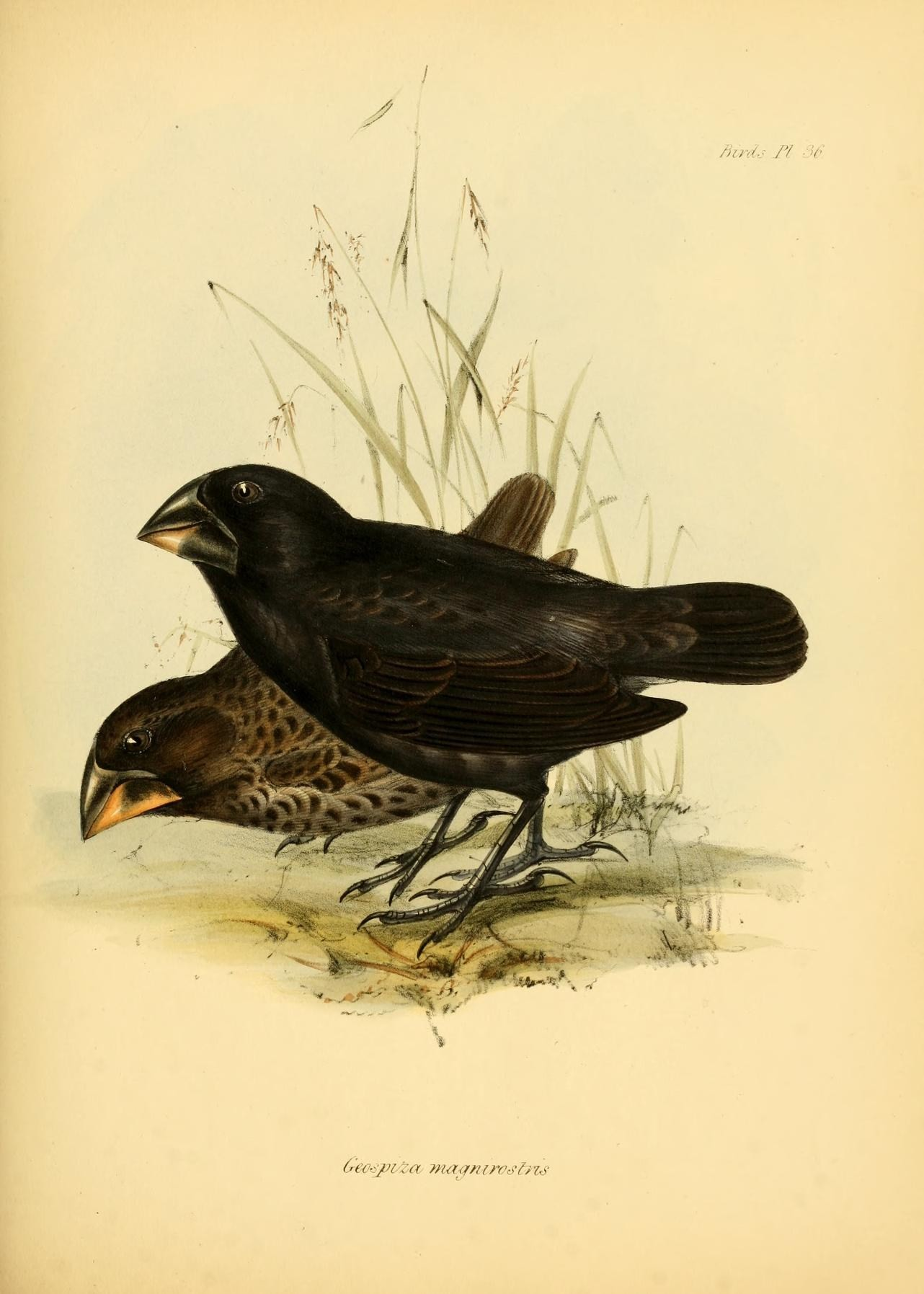
Geospiza magnirostris, macho (adelante), hembra (atrás), ilustración en Gould The zoology of the voyage of H.M.S. Beagle,

### Descripción original
La especie G. magnirostris fue descrita por primera vez por el naturalista británico John Gould en 1837 bajo el mismo nombre científico; su localidad tipo es: «Islas Galápagos».

### Etimología
El nombre genérico femenino Geospiza es una combinación de las palabras del griego «geō», que significa ‘suelo’, y «σπιζα spiza» que es el nombre común del pinzón vulgar, vocablo comúnmente utilizado en ornitología cuando se crea un nombre de un ave que es parecida a un pinzón, ; y el nombre de la especie «magnirostris» se compone de las palabras del latín «magnus», que significa ‘grande’, y «rostris»: ‘de pico’.

### Taxonomía
La subespecie darwini ya fue colocada en Geospiza conirostris y en Geospiza propinqua.

## Subespecies
Según las clasificaciones del Congreso Ornitológico Internacional (IOC) y Clements checklist/eBird se reconocen dos subespecies, con su correspondiente distribución geográfica:
- Geospiza magnirostris magnirostris Gould, 1837 – islas Pinta (Abington), Marchena (Bindloe), Genovesa (Tower), Fernandina (Narborough), Isabela (Albemarle), Santiago (James), Rábida (Jervis), Pinzón (Duncan), Baltra (Seymour), Santa Cruz (Indefatigable), y Santa Fe (Barrington).
- Geospiza magnirostris darwini Rothschild & Hartert, 1899 – islas Darwin y Wolf.